# María Pérez (m. 1101)
María Pérez (n. ¿Sahagún?, a finales del siglo XI - m. Urgel, 1101) fue la segunda hija del conde Pedro Ansúrez, señor de Valladolid, y de la condesa Eylo Alfonso, y la esposa de Armengol V, conde de Urgel.

## Biografía
En 1095 contrajo matrimonio con Armengol V, conde de Urgel. A principios de marzo de 1101 ella, con su marido y su hijo Armengol, hicieron una donación a la catedral de Solsona.  De este matrimonio nacieron, al menos: 
- Armengol VI (1096-1154), que sucedió a su padre en el condado de Urgel;
- Estefanía Armengol (m. después de 1143). También llamada Estefanía de Urgel, fue la segunda esposa de Fernando García de Hita.[3]  Una vez viuda, contrajo un segundo matrimonio c. 1135 con el conde Rodrigo González de Lara.[4] Con sucesión de ambos matrimonios.

Ambos cónyuges fallecieron en vida del conde Pedro Ansúrez. María falleció entre marzo de 1101, cuando aparece con su esposo haciendo una donación, y antes de abril de 1102, cuando su viudo hace una donación por el alma de su esposa al monasterio de Santa María de Solsona donde María recibió sepultura. El 23 de noviembre de 1105 o 1106, el conde Pedro Ansúrez, con su esposa Eylo y su nieto el niño Armengol, donaron a la catedral de Solsona el castillo de Gerb en el condado de Urgel, más otras propiedades, por el sufragio de sus almas y las del conde Armengol IV que había fallecido en ese castillo de Gerb, su hijo, Armengol V, y su esposa María Pérez.